# Heliolus brevicornis
Heliolus brevicornis är en skalbaggsart som först beskrevs av Fauvel 1906.  Heliolus brevicornis ingår i släktet Heliolus och familjen långhorningar. Inga underarter finns listade i Catalogue of Life.